# Sakib Korkut
Mustafa Sakib-efendija Korkut (1884 Travnik, Bosna a Hercegovina – 1. března 1929 Sarajevo, Království Jugoslávie) byl bosenskohercegovský islámský duchovní, pedagog a novinář bosňáckého původu.

## Životopis
Narodil se do travnické rodiny s bohatou tradicí islámské vzdělanosti. Jeho otec Ahmed Munib-efendija (1848?–1925), ředitel v muslimské základní škole, ruždii, pak mudarris (učitel) v travnické medrese a nakonec člen Ulema-medžlisu Islámského společenství v Bosně a Hercegovině, se oženil s Šehidou/Šahidou Biščević, s níž přivedl na svět tři syny (Sakib, 1884–1929, Derviš, 1888–1969, a Hamdija). V druhém manželství s Arifou Oručovou se narodili synové Besim, 1904–1975, a Hazim. Vedle to měl pět dcer. Ahmedův bratr Muhamed Hazim-efendija byl v letech 1877–1914 travnickým muftím, stejně jako jejich otec Derviš Muhamed-efendija (1830–1877).
Mekteb a medresu, základní a střední islámskou školu, dokončil v rodném Travniku. Roku 1905 dokončil Šarí‘atskou soudní školu v Sarajevu. Nato působil jako justiční čekatel v Tuzle, kariéra šarí‘atského soudce jej nelákala. V období po rakousko-uherské anexi Bosny a Hercegoviny (1908) se aktivně zapojil do spolkového života muslimské komunity. Po císařem vyhlášené náboženské a školské autonomii Islámského společenství (1909) byl vybrán do volební kurie (hodžijska kurija) a nato působil jako inspektor (mufetiš) Vakufského ředitelství, které spravovalo majetek islámských nadací. Roku 1911 byl krátce předsedou podpůrného spolku Gajret (Úsilí). Od 25. května 1915 do konce stejného roku byl ředitelem Islámského sirotčince v Sarajevu. Stejně činorodý byl i v Organizaci bosensko-hercegovského islámského duchovenstva (Organizacija bosansko-hervegovačke ilmijje), kde působil jako šéfredaktor jejího listu Misbah (Světlo, Sarajevo 1912–1914). Roku 1916 se Korkut stal ředitelem nově otevřené reformované Okružní medresy v Sarajevu (od 1922 jako Vyšší medresa, 1924 zrušena).
Po založení jihoslovanského státu se podílel na vzniku Jugoslávské muslimské organizace (1919). Za toto hnutí byl roku 1920 zvolen do ústavodárného shromáždění Království Srbů, Chorvatů a Slovinců. Roku 1922, kdy se členstvo strany rozštěpilo na majoritní tábor autonomistů kolem Mehmeda Spaha a minoritních loajalistů, podpořil stávajícího předsedu a zastánce jugoslávského centralismu Ibrahim-efendiju Maglajliće. Maglajlić stranu opustil a založil Jugoslávskou muslimskou národní organizaci (JMNO), ve které Sakibův bratr Derviš zaujal místo prvního a zároveň posledního generálního tajemníka (1923–1925). Mezi lety 1922 a 1924 sám redakčně vedl tiskový orgán nové strany Iršad (Nasměrování). JMNO a spolu s ní i Sakib Korkut ovšem v řádných parlamentních volbách roku 1923 propadla, nezískala jediný mandát.
Od roku 1927 působil coby travnický muftí Islámského společenství. Ke konci života byl vážně nemocný, delší čas strávil ve státní nemocnici v Sarajevu, kde i nakonec zemřel.
Hojně přispíval do periodik Pravda, Iršad, Misbah, Jeni misbah, Gajret, Biser a Samouprava.